# Banoštor
Banoštor (en serbe cyrillique : Баноштор ; en hongrois : Bánmonostor) est un village de Serbie situé dans la province autonome de Voïvodine. Il fait partie de la municipalité de Beočin dans le district de Bačka méridionale. Au recensement de 2011, il comptait 743 habitants.
Banoštor est une communauté locale, c'est-à-dire une subdivision administrative, de la municipalité de Beočin. Le nom du village signifie « le monastère du ban ». Il tient ce nom d'un monastère fondé à cet emplacement au XIIe siècle par Beloš Vukanović, qui fut ban de Syrmie de 1142 à 1163.

## Géographie

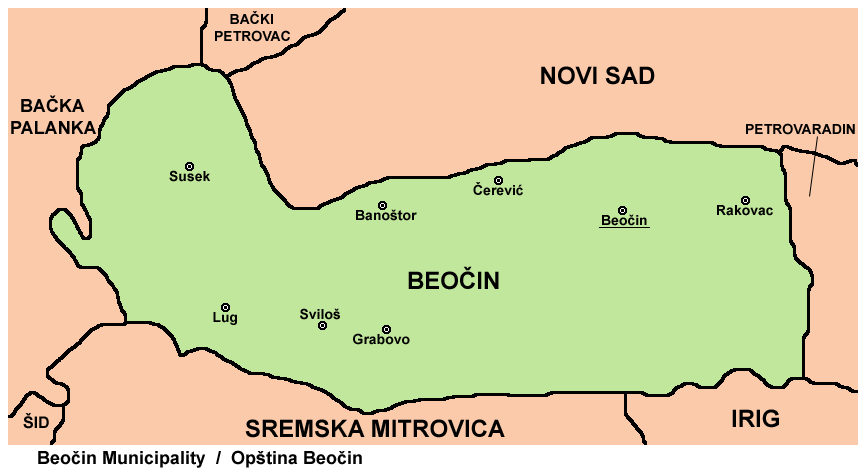
Localisation de Banoštor dans la municipalité de Beočin

Banoštor se trouve au nord de la région de Syrmie, à 28 kilomètres de Novi Sad ; la localité est située sur les pentes septentrionales du massif montagneux de la Fruška gora et sur la rive droite du Danube, le long d'une route qui relie Petrovaradin (en Serbie) à Ilok et Vukovar (en Croatie) ;  un ferry permet de rejoindre Begeč, sur la rive gauche du Danube.

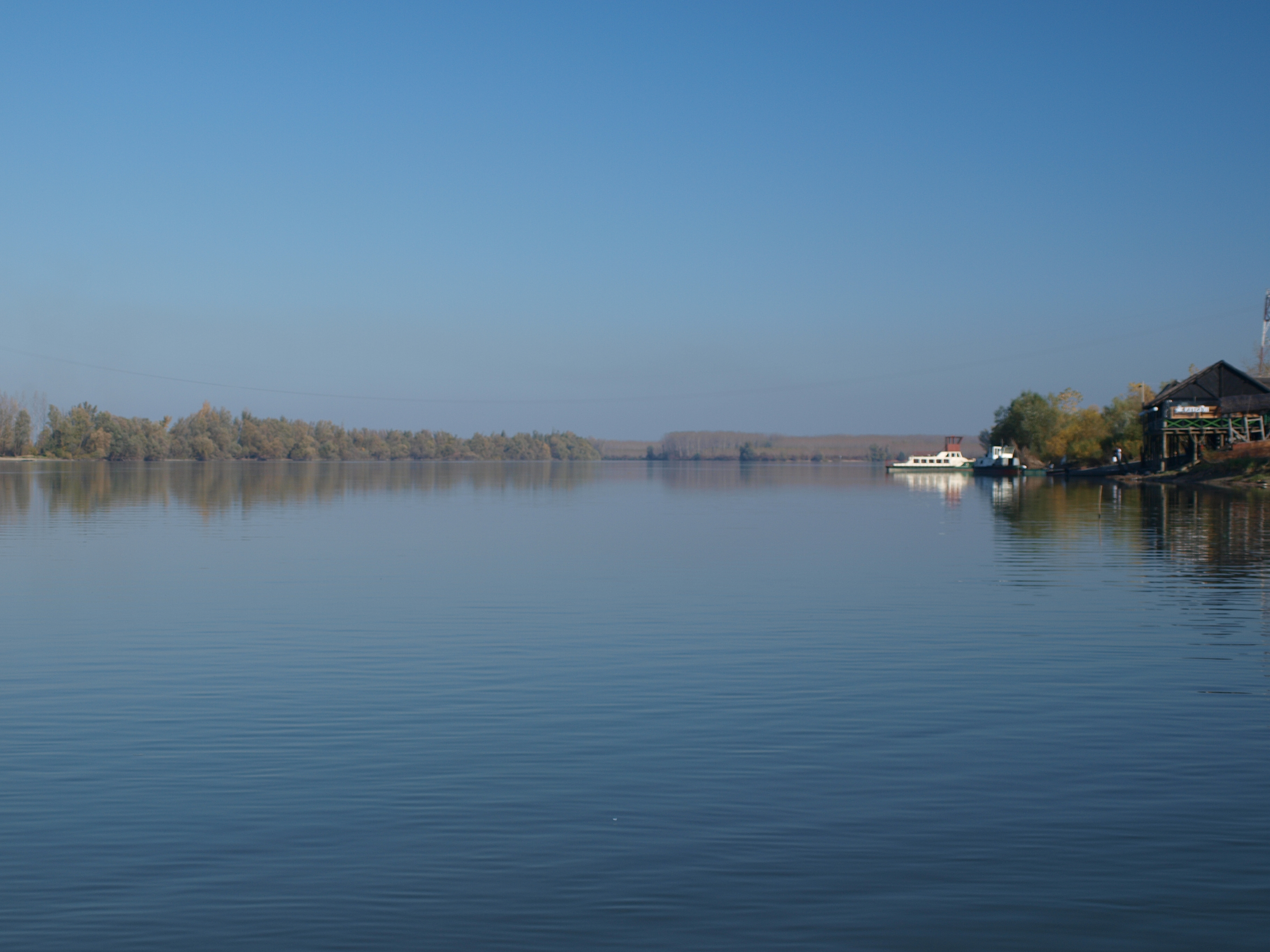
Le Danube près de Banoštor

## Histoire
À l'emplacement du village actuel se trouvait une localité celte appelée Malata. Elle fut conquise par les Romains qui lui donnèrent le nom de Bononia et qui en firent une place forte. Elle se trouvait sur le limes qui marquait la frontière entre l'Empire romain et le monde des barbares ; elle était traversée par une route qui partait de Taurunum (Zemun), passait à Burgunac (Novi Banovci), Rittium (Surduk), Acumincum (Stari Slankamen) et Cusum (Petrovaradin) et qui, au-delà de Bononia, conduisait jusqu'à Mursa (Osijek).
Pendant la Seconde Guerre mondiale, de nombreux Serbes de cette région furent exécutés au camp de concentration de Jasenovac par les oustachis croates et par les nazis.

## Démographie

### Évolution historique de la population
| 1948 | 1953 | 1961 | 1971 | 1981 | 1991 | 2002 | 2011 |
| ---- | ---- | ---- | ---- | ---- | ---- | ---- | ---- |
| 706  | 677  | 678  | 733  | 650  | 618  | 780  | 743  |

|  |

### Données de 2002
Pyramide des âges (2002)
En 2002, l'âge moyen de la population était de 43,7 ans pour les hommes et 45,5 ans pour les femmes.
Répartition de la population par nationalités (2002)

### Données de 2011
En 2011, l'âge moyen de la population était de 47,3 ans, 44,9 ans pour les hommes et 49,7 ans pour les femmes.

## Économie et activités

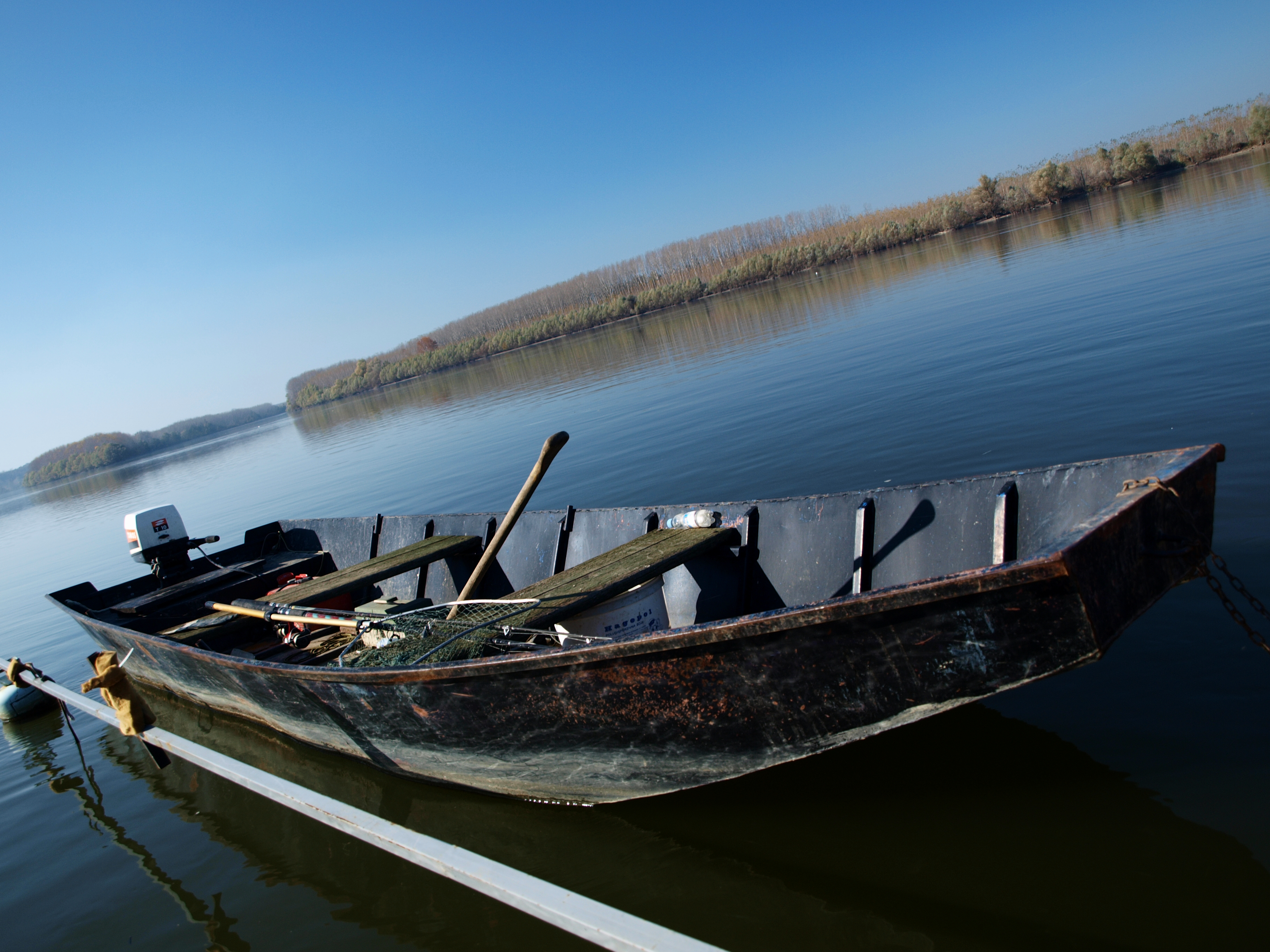
Barque de pêcheur sur le Danube

L'activité principale de Banoštor est l'agriculture ; on y produit du houblon, des prunes et du raisin ; on y fabrique aussi du vin. Les activités agricoles sont organisées autour de la coopérative Grozd et de l'association viticole Sveti Trifun. Le village possède également deux scieries.
Le village dispose de quelques magasins, d'une station service, d'une poste, d'un centre médical et d'une école élémentaire. On y trouve aussi une société de chasse et un club de football, le FK Proleter.

## Tourisme
L'église Saint-Georges remonte à la première moitié du XIXe siècle ; son iconostase en fait un monument culturel de grande importance de la république de Serbie